# 신도항 (서귀포시)
신도항은 제주특별자치도 서귀포시 대정읍 신도리에 있는 어항이다. 2005년 3월 21일 어촌정주어항으로 지정되었다. 관리청은 서귀포시, 시설관리자는 서귀포시장이다.

## 어항 주변
- 신도항이 위치한 신도리 마을은 "마을이 들어앉은 터가 넓은 평야지대"인 데서 연유한다. 인근에 녹남봉이 있으며, 주변으로 농토가 넓게 펼쳐져 있고, 또한 윤남못의 맑은 물도 유명하다. 작은 마을이지만 사법고시등에 합격한 많은 인물을 배출한 마을이다. 녹남봉 정상에 원형분화구가 있으며 이 곳에서 바라보는 인근 한경면의 경관도 빼어나다.
- 신도리는 제주도의 극남에 위치하고 있는 서귀포시 대정읍의 가장 서쪽에 자리잡고 있으며 제주시 한경면과 서귀포시 대정읍과의 경계를 이루고 있다. 기후상으로 겨울철에도 비교적 따뜻한 편이나 다른 지방에 비해 바람이 많은 편이며, 더구나 본읍관내가 도내에서도 태풍의 진로에 들어갈 때가 많아서 크고 작은 폭풍우나 태풍의 영향이 심한 곳이다.
- 마을과 접하고 있는 동측에 해발 100.4m 정도의 동추서란(東雛西卵) 형으로 마을을 감싸듯 솟아있는 녹남봉을 중심으로 비교적 광활한 평야가 사방으로 펼쳐져 있으며 예로부터 첫째가 강정드로, 둘째가 도원드르라고 하여 제주도 내에서도 토지가 비옥한 곳으로 알려져 있다.

## 어항 구역
- 수역 : 80,707m2[1]
- 육역 : 4,159m2

## 어항 시설
- 방파제 60m, 휴식부두 49m, 호안시설 82m

## 주요 어종
- 갈치, 한치, 자리돔 등

## 주변 관광
- 가시오름, 송아오름, 당산봉, 돈두미오름, 새신오룸, 이계오름, 녹남봉, 굽이오름, 보롬이, 가메창, 제주올레 12코스